# 弥栄神社 (岸和田市)
弥栄神社（やえいじんじゃ）は、大阪府岸和田市にある神社。
祇園信仰の神社であり、岸和田だんじり祭で宮入りが行われる神社の1つ。

## 概要
岸和田市北部、南海電鉄春木駅の北西にある八幡山に鎮座している。
創建は不詳、古来からの社地であり、以前は牛神神社（うしがみじんじゃ）と称されていたが、天正8年（1580年）に素戔鳴尊を祭神として神域を整え、弥栄神社と称するようになった。
明治40年（1907年）に春木村・磯上村の諸社を合祀し、大正4年（1915年）に磯上弥栄神社も合祀して、地域の総鎮守となった。

## 祭神
- 素戔鳴尊

## 境内社
- 八幡神社（祭神・品陀別命）
- 熊野神社
- 恵比須神社（祭神・伊邪那美命、大国主命、事代主命)
- 市杵島神社（弁天様、祭神・狭依毘売命)
- 白永神社（白永大神）